# Antoine Hoang
Antoine Hoang (* 4. November 1995 in Hyères) ist ein französischer Tennisspieler.

## Karriere
Hoang begann das Tennisspielen im Alter von 3 Jahren.
Nachdem er nicht auf der Junior Tour gespielt hatte, spielte er 2013 erstmals ein Profiturnier. Beim drittklassigen Future in Frankreich verlor er zum Auftakt. 2015 in Tunesien schaffte er sein erstes Finale in dieser Kategorie zu erreichen. Kontinuierlich kletterte er durch passable Ergebnisse in der Tennisweltrangliste nach oben, sodass er sich im Juli 2016 das erste Mal für ein Turnier der Kategorie ATP Challenger Tour in Scheveningen qualifizieren konnte. Dort verlor er zum Auftakt gegen Yannik Reuter. Nach zwei weiteren Challenger-Turnierteilnahmen schloss er das Jahr mit Rang 465 im Einzel erstmals in den Top 500 ab. Im Doppel hatte er zum gleichen Zeitpunkt bereits neun Futures gewonnen und stand auf Platz 309. Im Folgejahr gewann er im Einzel zwei von sieben Future-Finalteilnahmen und verbesserte sich somit um weitere knapp 150 Plätze, womit er sich nicht mehr bei allen Challengers durch die Qualifikation kämpfen musste. Im Doppel schaffte er mit Rang 262 zum Jahresende bereits den Sprung in die Top 300.
2018 schaffte Hoang einen Durchbruch auf der Challenger Tour, wo er vorher kein Match im Einzel gewinnen konnte. In Rennes gewann er aus der Qualifikation startend sechs Matches in Folge und verlor erst im Halbfinale gegen Vasek Pospisil. Wenig später bekam er in Marseille dank einer Wildcard seinen ersten Einsatz auf der ATP World Tour. Im Doppel spielte er an der Seite Alexandre Müllers, mit dem er zum Auftakt an Andre Begemann und Michail Kukuschkin scheiterte. Nach weiteren guten Ergebnissen bei Challengers – das Halbfinale in Francaville und Istanbul sowie das Erreichen des Finals in Orléans – gewann er schließlich in Eckental den ersten Titel dieser Kategorie. Im Finale besiegte er den Belgier Ruben Bemelmans in zwei Sätzen.

## Erfolge
| Legende (Anzahl der Siege)  |
| Grand Slam                  |
| ATP World Tour Finals       |
| ATP World Tour Masters 1000 |
| ATP World Tour 500          |
| ATP World Tour 250          |
| ATP Challenger Tour (4)     |

### Einzel

#### Turniersiege
| Nr. | Datum            | Turnier  | Belag       | Finalgegner     | Ergebnis |
| --- | ---------------- | -------- | ----------- | --------------- | -------- |
| 1.  | 4. November 2018 | Eckental | Teppich (i) | Ruben Bemelmans | 7:5, 6:3 |

### Doppel

#### Turniersiege
| Nr. | Datum            | Turnier  | Belag         | Partner        | Finalgegner                  | Ergebnis           |
| --- | ---------------- | -------- | ------------- | -------------- | ---------------------------- | ------------------ |
| 1.  | 1. März 2020     | Pau      | Hartplatz (i) | Benjamin Bonzi | Simone Bolelli Florin Mergea | 6:3, 6:2           |
| 2.  | 7. November 2020 | Eckental | Teppich (i)   | Dustin Brown   | Lloyd Glasspool Alex Lawson  | 6:78, 7:5, [13:11] |
| 3.  | 27. März 2021    | Lille    | Hartplatz (i) | Benjamin Bonzi | Dan Added Michaël Geerts     | 6:3, 6:1           |

#### Finalteilnahmen
| Nr. | Datum            | Turnier     | Belag         | Partner        | Finalgegner                       | Ergebnis |
| --- | ---------------- | ----------- | ------------- | -------------- | --------------------------------- | -------- |
| 1.  | 10. Februar 2019 | Montpellier | Hartplatz (i) | Benjamin Bonzi | Ivan Dodig Édouard Roger-Vasselin | 4:6, 3:6 |